# Macromitrium pyriforme
Macromitrium pyriforme är en bladmossart som beskrevs av C. Müller 1851. Macromitrium pyriforme ingår i släktet Macromitrium och familjen Orthotrichaceae. Inga underarter finns listade i Catalogue of Life.